# 托品酮-2-甲酸甲酯
托品酮-2-甲酸甲酯（2-CMT）是一种有机化合物，可用于合成可卡因及其衍生物。它的结构在1898年被里夏德·维尔施泰特测定。

Synthesis of 2-CMT

它可通过下述反应制得：